# Sintasa terpènica
Les sintases terpèniques són una classe d'enzims que catalitzen la producció dels terpens i terpenoides. Aquests compostos químics són presents en tots els eucariotes superiors i també alguns bacteris, tot i que els principals productors en són les plantes, els insectes i els fongs. Es calcula que existeixen entre 20.000 i 30.000 terpens diferents i aquesta enorme diversitat es deu al gran nombre de sintases terpèniques existents, així com al fet que aproximadamanet la meitat d'aquestes són capaces de generar diversos terpens diferents. Aquest és el cas d'una de les primeres sintases terpèniques clonades, la sintasa monoterpènica del (+)-sabinè de la Salvia (AAC26018.1). En els assaigs in vitro, es produí l'esmentat (+)-sabinè (63%), però també γ-terpinè (21%), terpinolè (7%), limonè (6,5%) i mircè (2,5%).
Les sintases terpèniques, pertanyents al metabolisme secundari, utilitzen com a substrat bàsic per generar tota la diversitat de terpens coneguda l'isopentenil pirofosfat, que és capaç de formar tres nous substrats diferents: El pirofosfat de geranil (la base per generar els monoterpens) el pirofosfat de farnesil (genera els sesquiterpens, triterpens i esteroides) i el pirofosfat de geranil-geranil (genera els diterpens, els tetraterpens i els politerpens).
En les plantes, les sintases dels monoterpens, sesquiterpens i diterpens estan relacionades evolutivament entre si, i són diferents de les sintases dels triterpens o els tetraterpens. Tot i així, es considera que totes les sintases terpèniques tenen el seu origen evolutiu en una sintasa diterpènica, que inicialment pertanyia al metabolisme primari.